# Jardim Alegre
Jardim Alegre é um município brasileiro do estado do Paraná.

## História
Em 1929, uma grande área do que então constituía uma fazenda, foi adquirida e deu origem a uma empresa imobiliária que deveria colonizar essa região, onde atualmente se encontra o município de Jardim Alegre. Mas somente a partir de 1939, a área começou a ser desbravada com a derrubada das matas e início do cultivo do solo.
Inicialmente denominado patrimônio "Três Machados", passou mais tarde a se chamar patrimônio "Rancho Alegre" para posteriormente, através do então vice-Prefeito do município, Alzemiro Alves de Moraes, ser batizado de Jardim Alegre. Ao ser aprovado o nome "Jardim Alegre", o município foi criado pela Lei Estadual nº 4859, de 28 de abril de 1964, sendo emancipado e instalado em 19 de dezembro do mesmo ano, quando foi desmembrado de Ivaiporã.

## Geografia
Jardim Alegre encontra-se na região conhecida como Vale do Ivaí, no norte novo do Paraná. Possui uma área é de 393,620 km² representando 0,1975 % do estado, 0,0698  % da região e 0,0046 % de todo o território brasileiro. Localiza-se a uma latitude 24°10'44" sul e a uma longitude 51°41'31" oeste, estando a uma altitude de 652 m. Sua população, conforme estimativas do IBGE de 2018, era de 11 465 habitantes. 

### Demografia
Dados do Censo - 2010
População total: 12.004
- Urbana: 7.171
- Rural: 5.153
- Homens: 6.269
- Mulheres: 6.055

Índice de Desenvolvimento Humano (IDH-M): 0,689
- IDH-M Renda: 0,607
- IDH-M Longevidade: 0,721
- IDH-M Educação: 0,812

### Clima
Clima Subtropical Úmido Mesotérmico, verões quentes com tendência de concentração das chuvas (temperatura média superior a 22 °C), invernos com geadas pouco frequentes (temperatura média inferior a 18 °C), sem estação seca definida.

## Administração
- Prefeito: José Roberto Furlan (2017/2024)
- Vice-prefeito: Moisés Lnortovz
- Presidente da câmara: José Carlos Barbosa

## Filhos ilustres
- Leandro Damião - futebolista